# Helvetius van den Bergh
Pieter Theodoor Lodewijk Helvetius (Helvetius) van den Bergh (Zwolle, 13 februari 1799 – Den Haag, 10 oktober 1873) was een theaterschrijver die landelijk bekendheid vergaarde met het blijspel De Neven. Op latere leeftijd maakte hij zich het schaken eigen en vergaarde hij enige faam met het componeren van schaakproblemen.

## Biografie
P.T.L. Helvetius van den Bergh, laatste telg van de tak Helvetius van den Bergh uit het geslacht Van den Bergh, werd in 1799 in Zwolle geboren als zoon van een beroepsmilitair. Hij genoot een gedegen, maar niet-universitaire opleiding en werd ambtenaar bij de provincie Zuid-Holland.
Een oogziekte en andere kwalen maakten Van den Bergh al spoedig het werken onmogelijk. In 1839 verhuisde Van den Bergh, ambteloos, met zijn bejaarde ouders naar Wijk bij Duurstede met de hoop dat de gezonde lucht aldaar hem aan de betere hand zou brengen.
In het zwaar verzuilde en kleinstedelijke Wijk bij Duurstede zou Van den Bergh zijn draai niet echt vinden. Hij was een geestdriftige liberaalgezinde en zijn ideeën over grondwetsherzieningen werden met argwaan aangezien. Er was zelfs het vermoeden dat hij vanwege zijn ideeën door de autoriteiten in de gaten gehouden werd.
Toen zijn vader in 1846 kwam te overlijden, bleef Van den Bergh achter in een groot huis met twee dienstboden. Vermoedelijk waren zijn gezondheid, eenzaamheid en financiële situatie de redenen geweest dat W.J.L. Verbeek Van den Bergh in de periode tussen 1848 en 1853 in huis haalde, alwaar Van den Bergh derhalve enkele jaren verbleef. Die leerde hem het schaken, en Van den Bergh bleek gevoel voor het spel te hebben. Hij componeerde schaakproblemen die in Sissa werden gepubliceerd. In 1853 verscheen zelfs een boek van zijn hand: Kunstspelen voor liefhebbers van het schaken.
Van den Bergh zou het 'kleinsteedse plantenleven' in Wijk niet erg lang volhouden en vertrok in 1853 naar Vianen. Later zou hij nog verhuizen naar Utrecht en ten slotte naar Den Haag. Inmiddels blind, trouwde hij op zesenzestigjarige leeftijd met Maria Briedé, een voormalige dienstmeid.
Hij overleed in 1873. Van den Bergh werd door W. J. van Zeggelen in de Spektator en namens de Maatschappij der Nederlandsche Letterkunde herdacht.

## Interessevelden